# Arrenurus megalurus
Arrenurus megalurus är en kvalsterart som först beskrevs av Marshall 1903.  Arrenurus megalurus ingår i släktet Arrenurus och familjen Arrenuridae. Inga underarter finns listade i Catalogue of Life.